# St. Bernhard (Karlsruhe)
Koordinaten: 49° 0′ 31,8″ N, 8° 25′ 12,4″ O

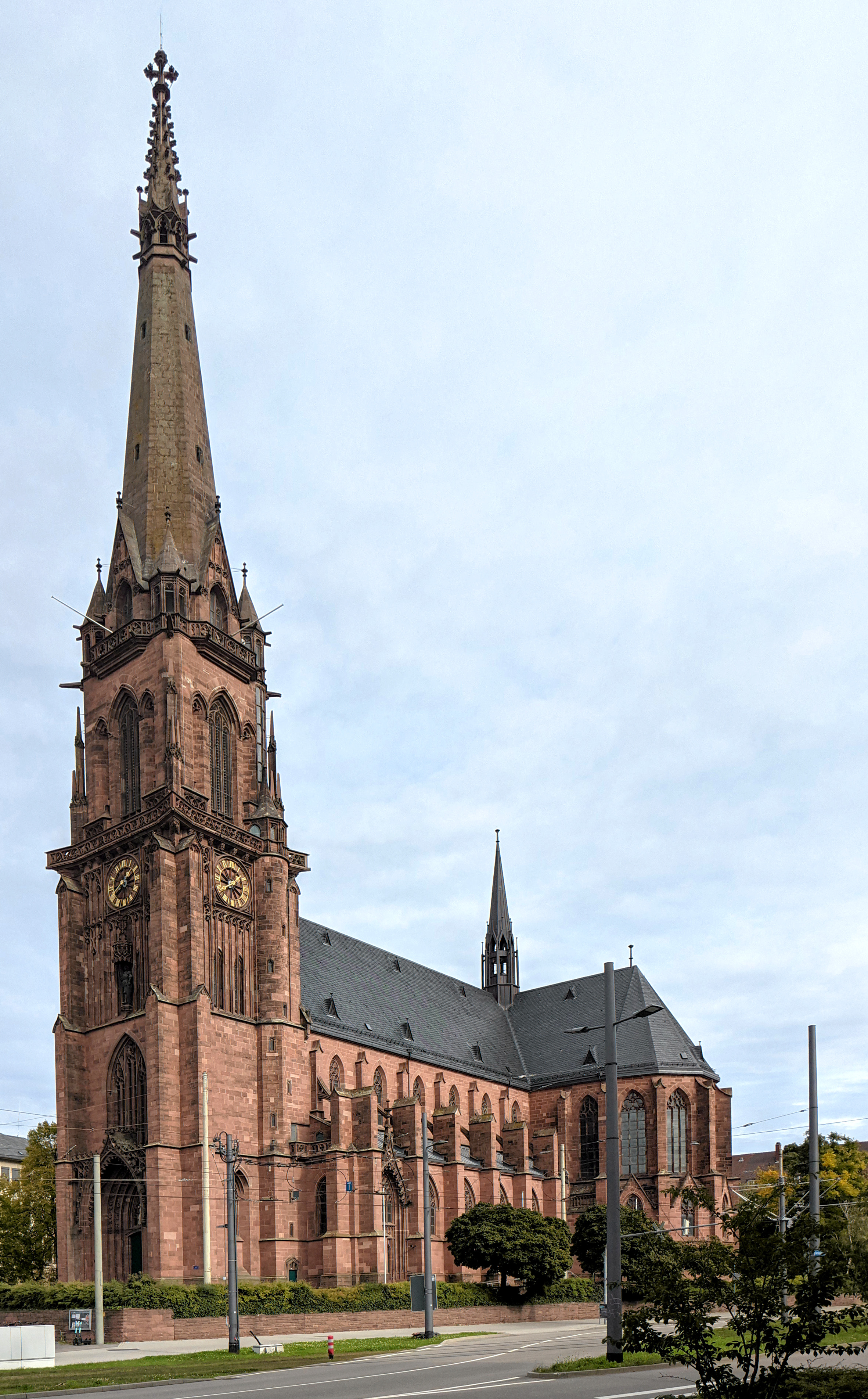
St. Bernhard, Ansicht von Südwesten, 2021

Die Kirche St. Bernhard ist eine römisch-katholische Pfarrkirche im neugotischen Stil in der Karlsruher Oststadt. Der Bau am Durlacher Tor bildet mit seinem 86 m hohen, zur Innenstadt ausgerichteten Kirchturm, dem höchsten der Stadt, den weithin sichtbaren baulichen Abschluss der Kaiserstraße im Osten. Die Kirche ist dabei stadtmorphologisch ein Gegenstück zur Christuskirche am Mühlburger Tor westlich der Innenstadt. St. Bernhard wird als bedeutender neugotischer Sakralbau im ehemaligen Großherzogtum Baden betrachtet und ist als Kulturdenkmal von besonderer Bedeutung geschützt.

## Geschichte

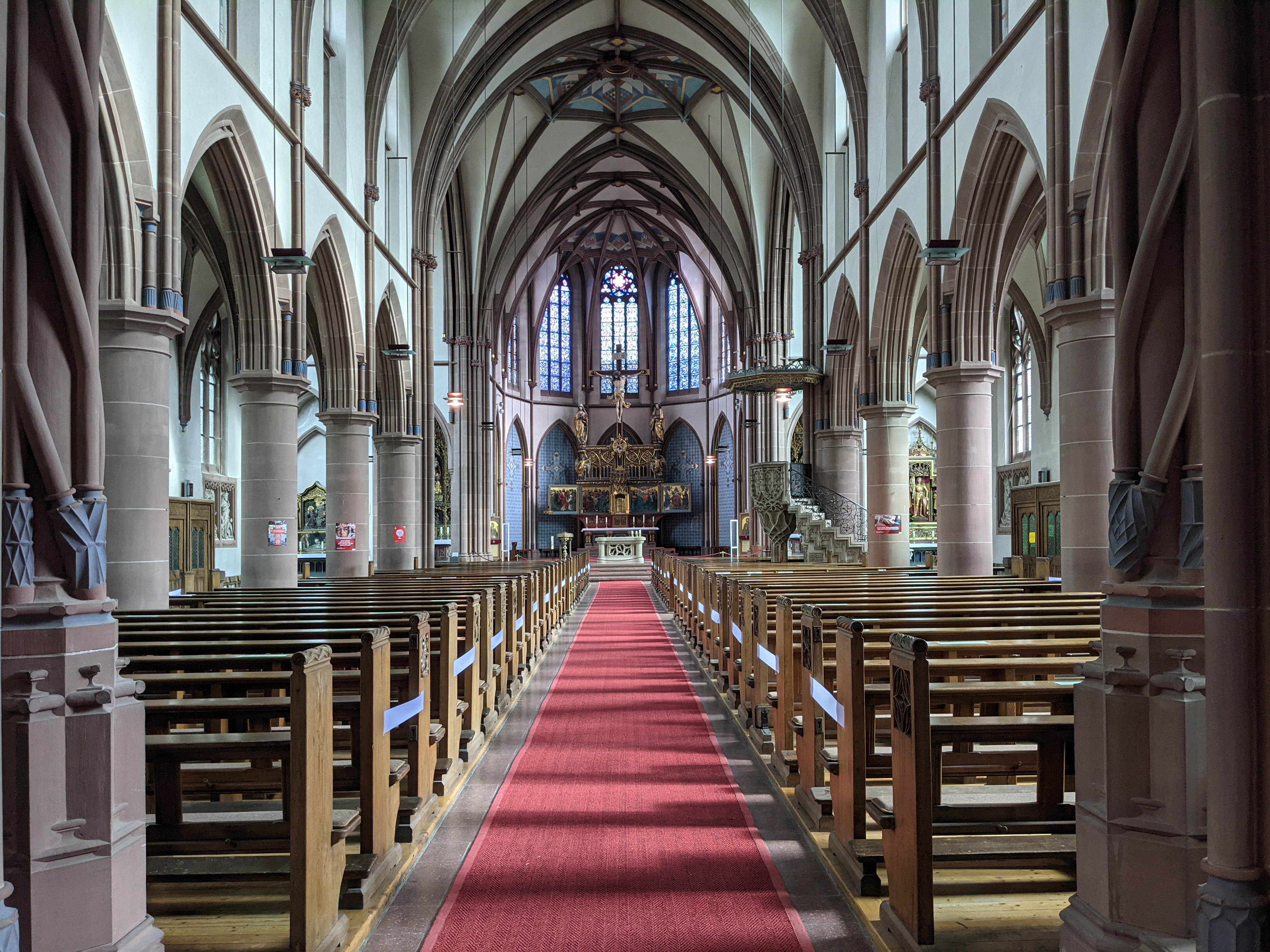
Innenraum

Der Kirchenbau wurde als dritte katholische Pfarrkirche der Stadt von 1893 bis 1901 nach den Plänen des erzbischöflichen Bauinspektors Max Meckel errichtet. Zuvor hatte Großherzog Friedrich I. ein über 5200 m2 großes Grundstück des Hofküchengartens als Bauplatz für die dritte Pfarrkirche der Stadt ausgewiesen. Auf einer Aufschüttung wurde 1893 der Grundstein gelegt. Der aus rotem Sandstein errichtete Sakralbau spiegelt zum einen das Bemühen des Großherzogs Friedrich I. von Baden um konfessionellen Ausgleich wider, indem er der im 19. Jahrhundert gestiegenen Bedeutung des Katholizismus im traditionell protestantischen Landesteil von Baden (Linie Baden-Durlach) in der Landeshauptstadt Ausdruck verleiht.

## Beschreibung

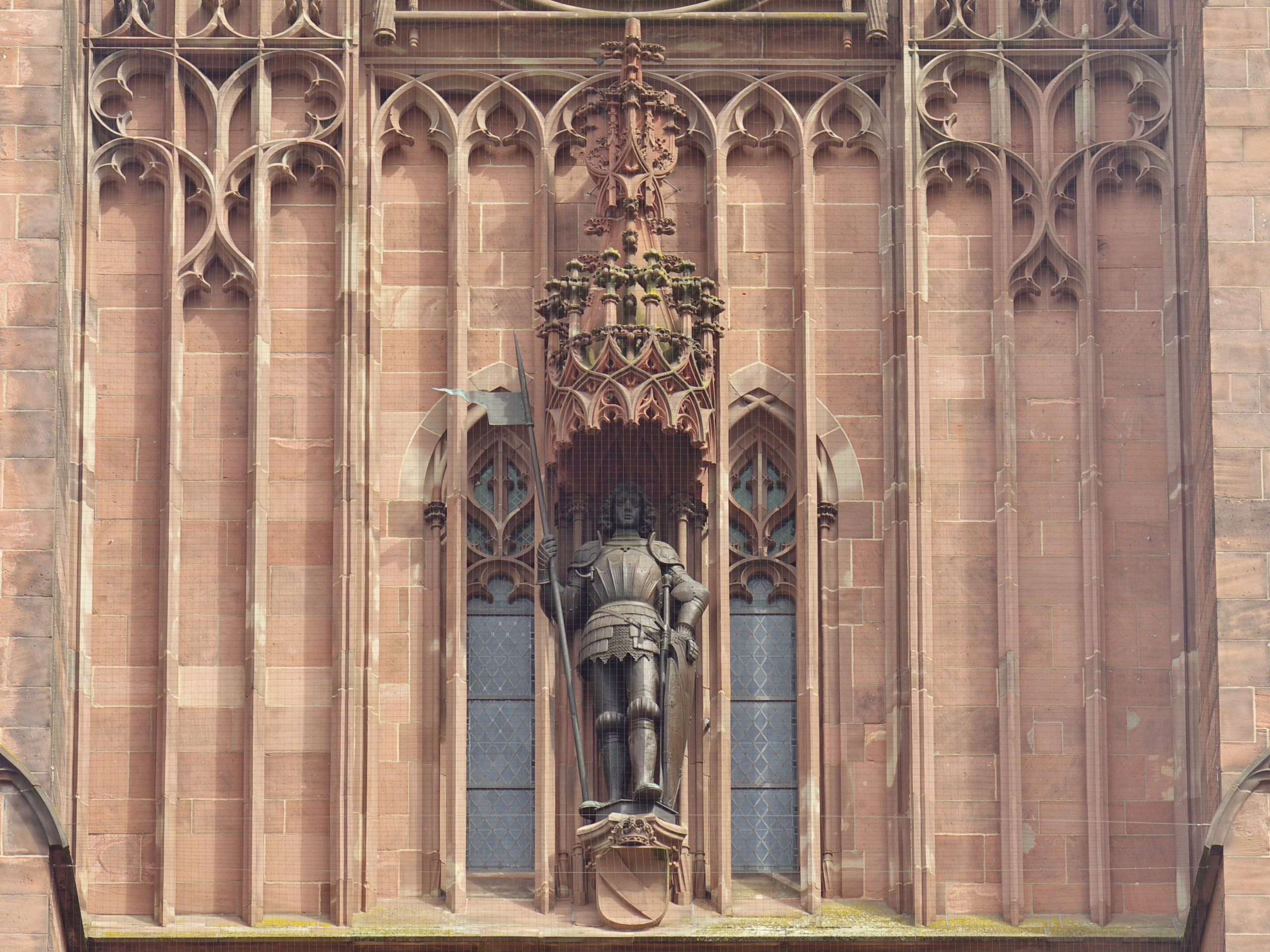
Standbild Bernhards II. von Baden

Die dreischiffige Basilika weist einen kreuzförmigen Grundriss auf und zitiert den architektonischen Formenschatz der Gotik, namentlich der zwischen 1235 und 1283 erbauten Deutschordenskirche St. Elisabeth in Marburg. Als Einturmfassade orientiert er sich zudem am Freiburger Münster. Zu den Ausstattungsstücken der Kirche gehört der 1905 vollendete Hochaltar mit Kreuzigungsgruppe.
Ein Standbild des Patrons der Kirche, Markgraf Bernhard II. von Baden, prägt die Westseite des Turms auf 21 m Höhe, es wurde durch den Karlsruher Bildhauer Fridolin Dietsche geschaffen. Der Patron des Gotteshauses wurde in pietätvoller Dankbarkeit gegenüber dem Landesherrn, Großherzog Friedrich I. gewählt.

### Glocken
Sieben Glocken aus Bronze wurden im Jahr 1902 von der Gießerei B. Grüninger in Villingen gegossen. Sechs davon wurden im Zweiten Weltkrieg beschlagnahmt, aber nach Kriegsende wieder aufgefunden und zurückgeführt. 1948 goss Heinrich Kurtz in Stuttgart eine beschädigte Glocke um und goss eine weitere Glocke hinzu, so dass das Geläut im 93 Meter hohen Turm aus acht Glocken besteht. Dieses achtstimmige Glockengeläut gilt als eines der schönsten Geläute der Jahrhundertwende in Süddeutschland. Zusammen mit dem Glockenturm, dem Glockenstuhl, den Glockenarmaturen und der Turmuhr wird es als ein Gesamtkunstwerk von außerordentlicher Bedeutung gesehen.
| Glocke | Name                      | Gussjahr | Gewicht  | Durchmesser | Schlagton |
| ------ | ------------------------- | -------- | -------- | ----------- | --------- |
| 1      | Bernhard-Glocke           | 1902     | 4300 kg0 | 1840 mm     | b°-3      |
| 2      | Petrus- und Paulus-Glocke | 1902     | 2600 kg0 | 1590 mm     | c’-3      |
| 3      | Josephs-Glocke            | 1902     | 1680 kg0 | 1400 mm     | d’-2      |
| 4      | Marien-Glocke             | 1948     | 964 kg   | 1180 mm     | f’±0      |
| 5      | Konrads-Glocke            | 1902     | 704 kg   | 1030 mm     | g’-1      |
| 6      | Clemens-Glocke            | 1902     | 500 kg   | 0920 mm     | a’-1      |
| 7      | Johannes-Glocke           | 1948     | 402 kg   | 0870 mm     | b’+1      |
| 8      | Klara-Glocke              | 1902     | 325 kg   | 0780 mm     | c’’+1     |

### Orgel
Die erste Orgel der Kirche erbaute die Firma Heinrich Voit & Söhne 1905. Nach dem Zweiten Weltkrieg erhielt die Kirche zunächst ein Übergangsinstrument und 1959 eine neue Orgel als Ersatz für das Instrument von Voit, das im Krieg zerstört worden war.
Die Orgelbauwerkstatt Mühleisen in Leonberg baute 2018 eine neue Orgel mit 47 Registern (zusätzlich 9 transmittierte und extendierte Stimmen) auf drei Manualwerken und Pedal.
| I Hauptwerk C–a3 |                   |       |
| 1.               | Prinzipal         | 16′   |
| 2.               | Principal         | 8′    |
| 3.               | Flûte harmonique  | 8′    |
| 4.               | Rohrflöte         | 8′    |
| 5.               | Gambe             | 8′    |
| 6.               | Octave            | 4′    |
| 7.               | Spitzflöte        | 4′    |
| 8.               | Quinte            | 2 ⁄3′ |
| 9.               | Superoktave       | 2′    |
| 10.              | Mixtur major IV   | 2′    |
| 11.              | Scharff III       | 1′    |
| 12.              | Cornett V (ab g0) | 8′    |
| 13.              | Trompete          | 16′   |
| 14.              | Trompete          | 8′    |

| II Schwell-Positiv C–a3 |            |        |
| 15.                     | Bourdon    | 16′    |
| 16.                     | Principal  | 8′     |
| 17.                     | Gedeckt    | 8′     |
| 18.                     | Salicional | 8′     |
| 19.                     | Oktave     | 4′     |
| 20.                     | Rohrflöte  | 4′     |
| 21.                     | Nasard     | 2 ⁄3′  |
| 22.                     | Doublette  | 2′     |
| 23.                     | Terz       | 1 3⁄5′ |
| 24.                     | Larigot    | 1 ⁄3′  |
| 25.                     | Mixtur IV  | 1 ⁄3′  |
| 26.                     | Fagott     | 16′    |
| 27.                     | Trompete   | 8′     |
| 28.                     | Vox humana | 8′     |
| 29.                     | Clarinette | 8′     |
|                         | Tremulant  |        |

| III Schwellwerk C–a3 |                      |       |
|                      | Bourdun (= Nr. 15)   | 16′   |
| 30.                  | Diapason             | 8′    |
| 31.                  | Flûte traversière    | 8′    |
| 32.                  | Bourdon              | 8′    |
| 33.                  | Gambe                | 8′    |
| 34.                  | Voix céleste (ab c0) | 8′    |
| 35.                  | Viole                | 4′    |
| 36.                  | Flûte octaviante     | 4′    |
| 37.                  | Octavin              | 2′    |
| 38.                  | Plein Jeu IV         | 2 ⁄3′ |
| 39.                  | Trompette harm.      | 8′    |
| 40.                  | Hautbois             | 8′    |
| 41.                  | Clairon              | 4′    |
|                      | Tremulant            |       |

| Pedalwerk C–g1 |                        |     |
|                | Subbass (Ext. Nr. 44)  | 32′ |
| 42.            | Principal              | 16′ |
| 43.            | Violon                 | 16′ |
| 44.            | Subbass                | 16′ |
|                | Bourdon (= Nr. 15)     | 16′ |
| 45.            | Octave                 | 8′  |
|                | Violon (Ext. Nr. 43)   | 8′  |
|                | Bourdon (Ext. Nr. 15)  | 8′  |
|                | Octave (Ext. Nr. 45)   | 4′  |
| 46.            | Kontraposaune          | 32′ |
|                | Posaune (Ext. Nr. 46)  | 16′ |
|                | Fagott (= Nr. 26)      | 16′ |
| 47.            | Trompete               | 8′  |
|                | Trompete (Ext. Nr. 47) | 4′  |

- Koppeln
- Spielhilfen: Setzeranlage; Sostenuto für jede Klaviatur; Glockenspiel an jede Klaviatur mit zuschaltbarem Dämpfer